# Tablero deportivo
Tablero deportivo es un programa deportivo de la radio española presentado por Manu Martínez, Emilio Javier Arroyo y Jorge Duato que se emite por Radio Nacional de España y Radio Exterior de España los fines de semana de 16:00 a 23:30, las noches de Champions League y en otros grandes eventos deportivos.

## Equipo
- Director: Manu Martínez
- Presentadores: Manu Martínez, Emilio Javier Arroyo y Jorge Duato
- Realización: Gonzalo Da Cuña
- Producción: Javier Alonso
- Comentaristas-colaboradores: José Emilio Amavisca, Julio Salinas, Onésimo Sánchez, Fernando Gómez, Alfredo Santaelena, Juan Carlos Garrido, Sergio Sauca, Víctor Sánchez Mata, Patricia Campos y Verónica Boquete
- Principales narradores: Antonio Muelas, Germán García, Andoni Pinedo, José Vicente Arnáiz, Josep Capel, José María Rubí, Salvador Campos, Ramón Hernández, Carlos Jiménez, Norberto González

## Narradores

### Narradores

#### Primera división(Liga Santander)
- Deportivo Alavés: Andoni Pinedo, Juan Carlos Cendoya
- Athletic Bilbao: Andoni Pinedo, Ramón Hernández, Iker Torrescusa, Oier Atxalandabaso
- FC Barcelona: Germán García, Josep Capel
- Real Betis: Miguel Evangelista, Manolo Nieto
- Real Celta: Carlos Jiménez
- RCD Español: Jaume Rielo, Jorge Agüero
- Getafe CF: Fernando Cardenal, Iván Manzano, Adriana Vázquez, Miki Camino, Alex Carazo, Lucas García
- Girona FC: Jaume Rielo, Moisés García
- CD Leganés: Fernando Cardenal, Iván Manzano, Adriana Vázquez, Miki Camino, Alex Carazo, Lucas García
- Atlético de Madrid: José Vicente Arnaiz, Javier de Diego
- Real Madrid: Antonio Muelas, Juanma Sánchez
- Real Mallorca: Xisco Díaz, Jaime Mora, Álvaro Moreno, Pau Cobo
- Real Oviedo: Borja Inza
- Atlético Osasuna: Andoni Pinedo, Ramón Hernández, Imanol Zozaya
- UD Las Palmas: Norberto González, Pablo Fuentes
- Sevilla FC: Miguel Evangelista, Manolo Nieto
- Real Sociedad: Andoni Pinedo, Ramón Hernández, Begoña López
- Valencia CF: Salva Campos, Natxo Andreu
- Rayo Vallecano: Fernando Cardenal, Iván Manzano, Adriana Vázquez, Miki Camino, Alex Carazo, Lucas García
- Villarreal CF: Salva Campos, Natxo Andreu

#### Segunda división
- Albacete Balompié: Víctor Jareño
- UD Almería: Javier Gómez Granados
- FC Andorra: Helga Molinero
- Burgos CF: Juan Carlos Díaz
- Cádiz CF: Jesús Sánchez
- CD Castellón: Juanfran Roca
- Ceuta: Manuel Moreno
- Córdoba CF: Pablo Pérez
- Deportivo de la Coruña: Sergio Pascual
- SD Eibar: Andoni Pinedo, Ramón Hernández, Iker Torrescusa
- Elche CF: Salva Campos, Andrés Estañ, Juli Cànoves
- Sporting de Gijón: Borja Inza
- Granada CF: Toni Nogueras, Miguel Ángel Tirado, Julio García
- SD Huesca: Alejandro García, Javier Tomás
- Cultural Leonesa: Fernando Pérez
- Levante UD: Salva Campos, Natxo Andreu
- Málaga CF: Pablo Pérez
- CD Mirandés: Gustavo Conde
- Racing de Santander: Alfredo Gómez, Pedro Lezcano
- Real Valladolid: Juan Carlos Díaz
- Real Zaragoza: Carlos Ciria, Javier Tomás

#### Categorías inferiores
- AD Alcorcón: Iván Manzano, Miki Camino, Adriana Vázquez
- SD Amorebieta: Andoni Pinedo, Ramón Hernández, Iker Torrescusa
- FC Cartagena: Antonio Sánchez Carrión, Agustín Pinar
- CD Eldense: Juli Cànoves
- Extremadura UD: Loreto Murillo
- Racing Ferrol: Sergio Pascual
- CF Fuenlabrada: Iván Manzano
- UD Ibiza: Manuel González
- Recreativo de Huelva: Félix Camacho
- Lleida: Ferran Amigó
- UD Logroñés: Roberto Rivera
- CD Lugo: Sergio Pascual
- Real Murcia: Antonio Sánchez Carrión
- CD Numancia: Esther Escalada
- SD Ponferradina: Fernando Pérez
- CF Talavera: Fernando Lucas
- Gimnàstic de Tarragona: Hélder Moya
- CD Tenerife: Asun Hernández, Carlos García
- CE Sabadell: Jaume Rielo, Joan Seixas

## Últimos directores
- Manu Martínez (2017-presente)
- José Luis Toral (2013-2017)
- Chema Abad (2006-2013)
- José López Terradas (2003-2006)
- Juan Manuel Gozalo (2002-2003)
- Santiago Peláez (2000-2002)
- Julio César Iglesias (1998-2000)
- Chema Abad (1997-1998)
- Santiago Peláez (1996-1997)
- Juan Manuel Gozalo (1989-1996)

## Antiguos narradores
- Andalucía: Luis Falla, Miguel Evangelista, Jesús Hurtado, Pepe Rojo, Juan Limón, Fernando Arévalo, Silvia Verde, Enrique Olivares
- Aragón: Vicente Merino, Isidro Oliván, Manolo Ramón, Vicente Bordona, Miguel Ángel Alcaraz
- Asturias: Maxi Alberto Rodríguez, Rafael Quirós
- Baleares: Eduardo Nespereira, Juan Antonio Bauzá, Pau Pons
- Canarias: Domingo Álvarez, Jorge Peris, Manuel De Lucas
- Cantabria: Pepe Ramos, Manolo Pelayo
- Castilla y León: José Miguel Ortega, Iñigo Torres, Chema Blanco, Alfonso Andrés
- Castilla-La Mancha: Luis Escribano, Teo Díaz
- Cataluña: Pedro García, Paco Peña, José Ramón Costa Llusà, Xavier Esclusa, Juan Manuel Surroca, José Felis, Enric Pujol, Marga Lluch, Jaume Puignou, Pedro Subirana, Sergi Valdivielso
- Comunidad Valenciana: José Miragall, José María Arquimbau, Nuria Llopis, María José Santamaría, Toni Cabot, Valentín Medina, Eloi Martínez, Diego De Vicente, Miguel Ángel Díaz
- Extremadura: Miguel Ángel González Escalada, José Antonio Elagar, César Serrano
- Galicia: Moncho Viña, Pepe García, José Antonio Fraga, Nacho Carretero
- La Rioja: Pedro Olalde
- Madrid: Chema Abad, Chema Candela, Chema Forte, Chema Puente, Chema Coto, Miguel Ángel Escamilla, Rodrigo Jiménez, Luis Jiménez, José Luis Mirón, Alfonso Celemín, Iñaki Cano, Ángel Rodríguez, Emilio Alonso, José María Vázquez, Miguel Ángel Yáñez, Pedro Luis Melero, David García, Natalia Ayala, Antía André, Beatriz De Lucio
- Murcia: Juan De Dios Martínez
- Navarra: Juan Yeregui, Javier Izu
- País Vasco: Emilio Vázquez, Javier Aldasoro, Ana Cortés, Óscar García, Oier Atxalandabaso